# Degaon, Aland
Degaon là một làng thuộc tehsil Aland, huyện Gulbarga, bang Karnataka, Ấn Độ.